# Haus Weinberg
Das Haus Weinberg im niedersächsischen Elsfleth, Weserstraße 18, im Landkreis Wesermarsch, stammt aus dem frühen 20. Jahrhundert.

Aktuell (2023) wird es als Wohnhaus genutzt.
Das Gebäude steht unter Denkmalschutz (siehe auch Liste der Baudenkmale in Elsfleth).

## Beschreibung
Das zweigeschossige verputzte (Obergeschoss) und verklinkerte (Erdgeschoss) villenartige Gebäude mit hohem Kellersockel besteht aus einem rechten giebelständigen und einem linken traufständigen Trakt. Das Haus mit drei hintereinander angeordneten Satteldächern in Schieferdeckung, mit rechten und auch linken Standerkern, linkem Eingang mit Freitreppe, rechtem flachen Giebelrisalit und rückwärtigem Wintergartenanbau wurde 1903/1905 im Reformstil und auch etwas Jugendstil nach Plänen von Albrecht Haupt (Hannover) gebaut. Durch horizontale Backsteinbänder sowie Fensterstürze in Backstein, zum Teil verschiefertem Giebel und auf profilierten Knaggen stark vorstehenden Dächern wurde es gestaltet. Die wandfeste Innenausstattung ist erhalten.
Der rückwärtige denkmalgeschützte Hausgarten hat einen direkten Blick auf die Weser.
Das Landesdenkmalamt befand: „… geschichtliche Bedeutung … als beispielhaftes villenartiges, vom Reformstil und Jugendstil geprägtes Wohnhaus … .“
Der Architekt Haupt plante u. a. den Bau bzw. Wiederaufbau von Schloss Wiligrad (1898) und Schloss Basedow (1895) in Mecklenburg.